# جیمز گلیس (اسقف)

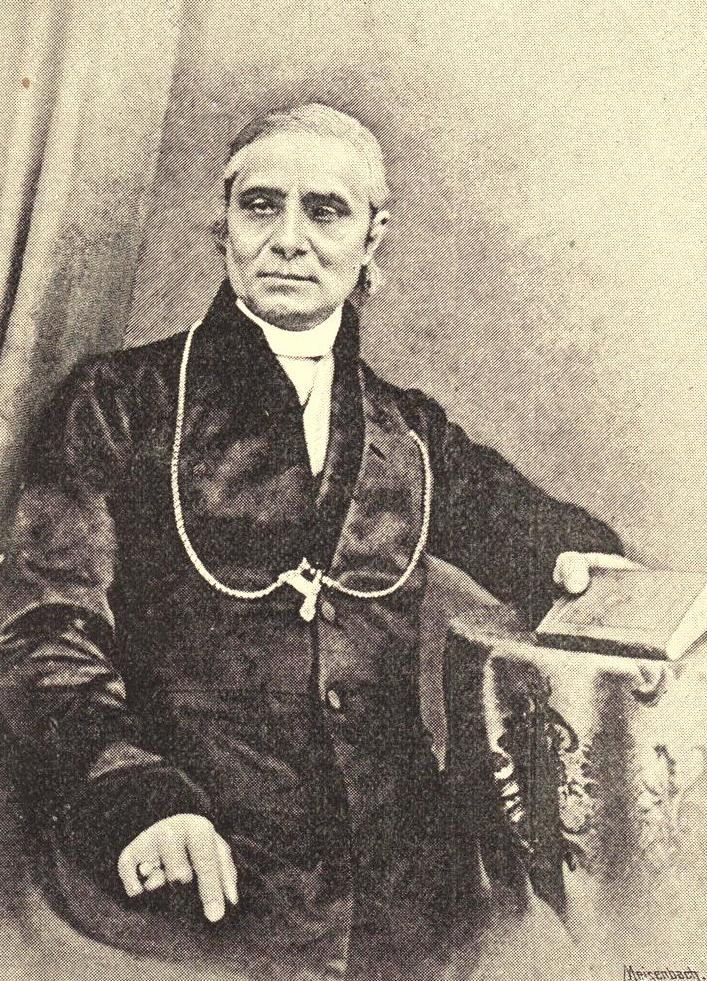
انتشار ۱۸۹۷

جیمز گلیس (۱۸۰۲–۱۸۶۴) اسقفی کاتولیک روم بود که با عنوان مقام مقدس رسول در منطقه شرقی اسکاتلند خدمت می‌کرد.

## زندگی‌نامه
او در ۷ آوریل سال ۱۸۰۲ در مونترال، کبک، کانادا متولد شد، پدرش اسکاتلندی و مادرش انگلیسی بود، در سال ۱۸۱۶ به همراه والدینش به فوچبرز آمد. سال بعد، او به عنوان یک دانش آموز کلیسایی وارد حوزه علمیه Aquhorties شد و در سال بعدش، یعنی ۳ دسامبر ۱۸۱۸ جیمز و چر نفر که از همراهانش بودند، به دستور اسقف الکساندر کامرون، از Aquhorties به سوی پاریس روانه شدند. هنگامی که در آنجا بود، در ۱۶ دسامبر ۱۸۱۸ وارد حوزه علمیه سنت نیکلاس شد. او در اکتبر ۱۸۲۳ سنت نیکلاس را ترک کرد و وارد مدرسه علمیه Sulpician of Issy شد، پس از آنکه سلامتی خود را از دست داد، در آوریل ۱۸۲۶ به اسکاتلند بازگشت. او به مقام کشیشی توسط اسقف پاترسون در Aquhorties در ۱۸۲۷ ژوئن ۹ رسید.
در سال ۱۸۳۱، جان منزی از پیتفودلز، برای اقامت دائم در ادینبورگ آمد. او ۳ سال قبل به کلیسای کاتولیک اسکاتلند املاک گسترده خود در بلر، در نزدیکی آبردین اعطا شده بود همچنین او اسقف پترسون را ترغیب کرد که با او در خانه خود، واقع در محل ۲۴ یورک زندگی کند. اسقف، جیمز گلیس را به عنوان منشی خود با خود برد.
جیمز گیلیس در تاریخ ۲۸ ژوئیه ۱۸۳۷ به همیاور کشیش وابسته به پاپ از شرق منطقه و اسقف تیتولار لیمیرا توسط سریر مقدس منصوب شد و در ۱۸۳۸ ژوئیه ۲۲ در فرقه اپیسکوپلین دست گزاری کرد .دست گذار اصلی اسقف پیتر آگوستین بینز بود و مشایخ اصلی آن اسقف آندرو اسکات و اسقف جیمز کایل بودند. به دنبال درگذشت اسقف اندرو کاروترز در ۲۴ مه ۱۸۵۲، گلیس خود به خود به عنوان جانشین رسول در منطقه شرقی اسکاتلند موفق شد. وی در ۲۴ فوریه ۱۸۶۴ در سن ۶۱ سالگی در دفتر درگذشت.

### صومعه سنت مارگارت

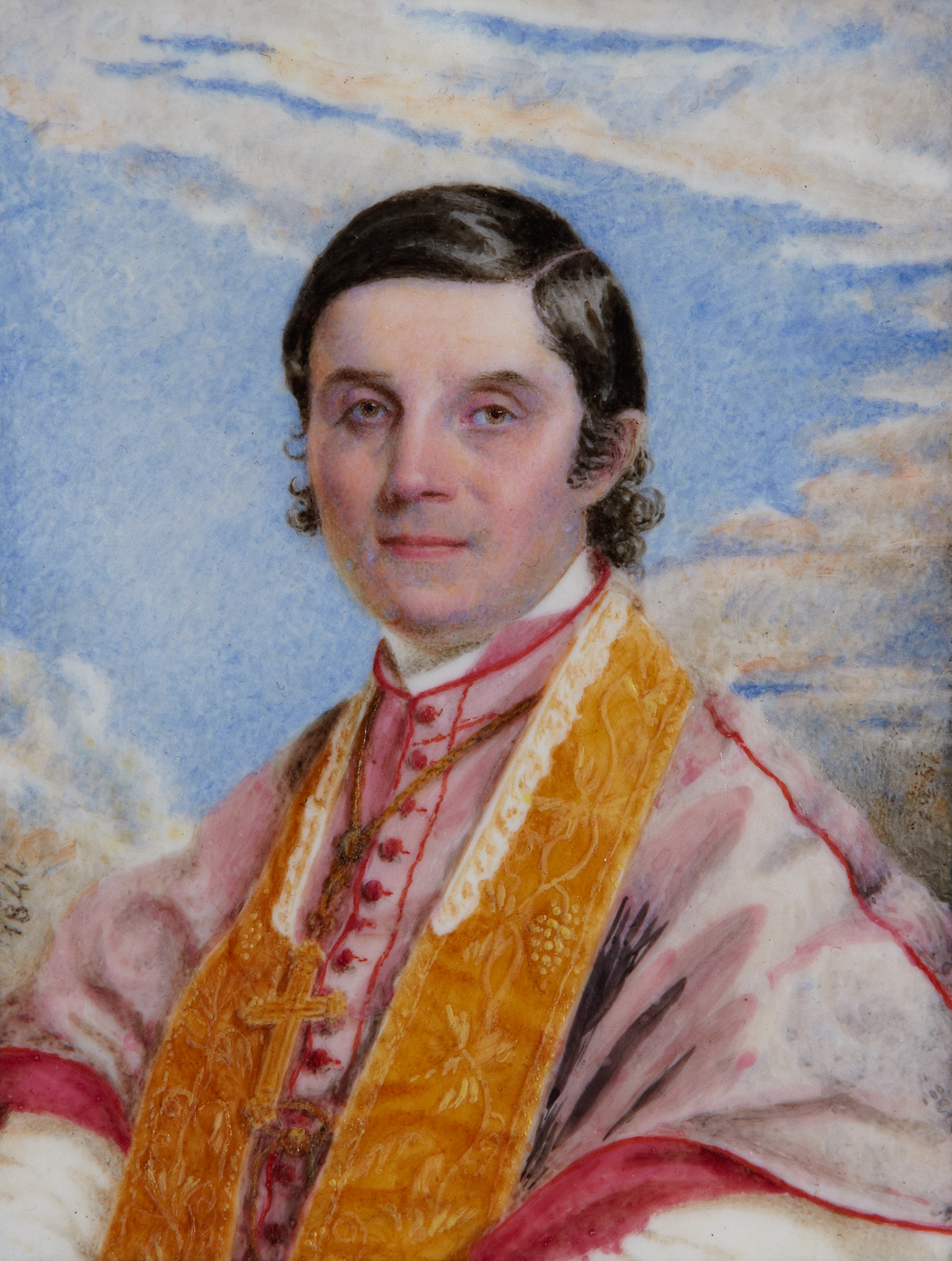
اسقف Gillis در سال ۱۸۴۱ توسط Agnes Xavier Trail

در دهه ۱۸۳۰، وقتی کلیسای کاتولیک روم در اسکاتلند هنوز تأسیس نشده بود، جیمز گلیس یک کشیش جوان بود، بدون تأثیر، تجربه یا وسایل دنیوی، اما او می‌خواست که یک صومعه تأسیس کند و به همین خاطر اسقف پترسون برای جمع‌آوری کمک‌های مالی او را به قاره اعزام کرد. در سفر از طریق لندن، وی به خانم آن اگنس تریل، دختر وزیر کلیسای اسکاتلند معرفی شد. متعاقباً هنگام بازگشت به انگلیس، خانم تریل به او نامه نوشت و به او پیشنهاد عضویت در جامعه پیش‌بینی شده خود را داد. خانم اسکاتلندی دیگر، به نام مارگارت Clapperton، که قرار بود یکی از اعضای بنیانگذار جامعه باشد، و از Fochabers بود جیمز گلیس را از زمان‌های قدیم می‌شناخت. توافق شد که دوشیزه تریل و دوشیزه کلاپرتونپد با هم به Chavagnes، مادر خانه اورسولین‌های عیسی، بروند آنها در ۳۱ اوت ۱۸۳۳ به آنجا رسیدند. در همین حال، جیمز گلیس در ژوئن ۱۸۳۴ موفق شد یک خانه مناسب، معروف به Whitehouse، برای صومعه پیشنهادی خود با ۲ هکتار زمین را با قیمت ۳۰۰۰ پوند خریداری کند. گروه اولیه یازده خواهر با نام Miss Trail (خواهر اگنس ژاویر کنونی)، Miss Clapperton (خواهر Margaret Teresa فعلی)، The Reverend Mother St Hilaire , Mother St Paula , Sister St. Damian، خواهر الکسیس، خواهر John Chrysostom، خواهر مری امیلی، خواهر آنجلینا و دو خواهر غیر روحانی، با نام خواهر استفان و خواهر استل به اسکاتلند سفر کردند اما تا آماده شدن صومعه سرا مجبور شدند چهار ماه در جای دیگر زندگی کنند. در ۲۶ دسامبر ۱۸۳۴، انجمن، صومعه مارگارت را که اولین صومعه پس از اصلاحات در اسکاتلند بود، تصاحب کرد. در سنت مارگارت، مقدماتی برای پذیرایی از بانوان در شبانه روز که تحصیلات آنها کار اصلی خواهران بود، فراهم شده بود. در سال ۱۸۳۵، جشن سنت مارگارت در ۱۶ ژوئن برگزار شد و کلیسای جدید سنت مارگارت، که در کنار خانه عمارت وایت هاوس ساخته شده بود، به پایان رسید. در سال ۱۸۶۳، این کلیسای نمازخانه ای برای نگهداری یادگاری که توسط اسقف گیلیس ، سنت مارگارت اسکاتلند به آنها اهدا شده بود، ادامه یافت. بیش از ۱۵۰ سال، تا زمانی که در سال ۱۹۸۶ تعطیل شد، در ادینبورگ به عنوان صومعه و مدرسه سنت مارگارت تحت وزارت اورسولین‌های عیسی شناخته می‌شد.